# Callipogon proletarius
Callipogon proletarius là một loài bọ cánh cứng trong họ Cerambycidae.